# Pňovany
Pňovany (německy Piwana) jsou obec v okrese Plzeň-sever v Plzeňském kraji. Žije v ní 476 obyvatel.

## Historie
První písemná zmínka o vesnici pochází z roku 1205. Plaský klášter tehdy vyměnil svůj pňovanský majetek za jiný s klášterem v Kladrubech.

## Obyvatelstvo
| Rok            | 1869 | 1880 | 1890 | 1900 | 1910 | 1921 | 1930  | 1950 | 1961 | 1970 | 1980 | 1991 | 2001 | 2011 | 2021 |
| -------------- | ---- | ---- | ---- | ---- | ---- | ---- | ----- | ---- | ---- | ---- | ---- | ---- | ---- | ---- | ---- |
| Počet obyvatel | 803  | 797  | 868  | 889  | 958  | 974  | 1 036 | 642  | 627  | 599  | 519  | 406  | 358  | 418  | 413  |
| Počet domů     | 121  | 128  | 133  | 136  | 144  | 147  | 170   | 166  | 141  | 151  | 141  | 157  | 164  | 176  | 180  |

## Obecní správa

### Části obce
- Pňovany (k. ú. Pňovany a zčásti i Dolany u Stříbra)
- Chotěšovičky (k. ú. Pňovany)
- Rájov (k. ú. Dolany u Stříbra)

### Obecní symboly
Vlajka byla obci udělena rozhodnutím předsedy Poslanecké sněmovny Parlamentu České republiky dne 21. září 2005.

## Pamětihodnosti
- V jižní části vesnice stojí na okraji hospodářského areálu pňovanský zámek z poloviny osmnáctého století.[4]
- Kostel svaté Anny
- Židovský hřbitov
- Pňovanský most
- Jihovýchodně od vesnice se v poloze zvané Na Hradišti pravděpodobně nacházelo hradiště z přelomu doby halštatské a laténské. Případné pozůstatky opevnění byly zničeny lomem.[8]